# Деса Глишић
Десанка Деса Глишић (Београд, 22. децембар 1911 – Београд, 1991) била је једна од првих српских и југословенских жена карикатуриста, прва дама српске карикатуре, стојећи годинама раме уз раме са својим мушким колегама Пјером Крижанићем, Зуком Џумхуром, Ђорђем Лобачевим и др. пионир српске карикатуре.
На дан 6. априла 1941. године Удружење новинара Србије је имало 274 члана, међу којима само 12 жена (мање од двадесетине). Само њих четири су наставиле новинарску делатност после Другог светског рата - Радмила Бунушевац, Нада Дорошки, Деса Глишић и Радмила Тодоровић, досежући до највиших домета струке.
Деса Глишић такође је и једна је од свега три жене (поред Маге Магазиновић и Милице Јаковљевић - Мир-Јам) које су се нашле међу сто најзначајнијих српских новинара у монографији Два века српског новинарства (1791–1991).

## Детињство и младост
Рођена је у Београду као Десанка Јовановић. Завршила је уметничку школу и академски течај у класи професора Миловановића. Сликарску вештину учила је код Бете Вукановић.

## Студије и сликарска каријера
У почетку, као млада сликарка, бави класичним сликарским темама. Слика пејзаже, мртве природе, портрете. У Народном музеју у Београду чува се, између осталог и портрет Олге Милуновић који је Деса Глишић насликала 1929. године (овај портрет шира јавност је могла да види на изложби слика и цртежа наших највећих уметника с мотивом жене у 19. и 20. веку, под називом „Од женскиња до грађанки”, која је у фебруару 2016. године одржана у Великој галерији Дома Војске Србије, поводом обележавања Дана државности). Међутим, Деса врло брзо напушта „лепу уметност” и посвећује се „мушком послу”, карикатури. Крајем 1931. године продала је први рад, портрет-карикатуру на изложби студентских радова.

## Каријера карикатуристе
Деса Глишић професионално почиње да се бави карикатуром 1934. године, када налази посао у новооснованом листу „Трговачки гласник”, као илустратор судске хронике. Овај лист се убрзо угасио, а Деса следећи ангажман налази у редакцији часописа „Време”. Ни ту се, на жалост не задржава дуго, јер добија отказ као један од „напредних” сарадника. Тим чином бива „етикетирана” као левичар и управо због тога убрзо добија ангажман у „Ошишаном јежу”. Повремено је слала и своје графичке прилоге „Политици”, где се први пут јавила с три карикатуре које су објављене на препоруку Пјера Крижанића.
Током окупације Београд није био сигурно место за живот некоме ко је сматран левичарем, а при томе био и јавна личност, па се Деса са супругом Бором (новинар, а касније и наш угледни позоришни историчар) склања у Крагујевац, где остаје до краја рата. Брвнара у коју се склонила са супругом гледала је на шуме где су Немци стрељали људе. Њих двоје били су сведоци убијања ђака у Шумарицама, што је била слика која је Десу годинама прогањала. После ослобођења Агитпроп поставља Бору Глишића за управника Народног позоришта у Крагујевцу, а Десу Глишић за сценографа. Убрзо затим Деса Глишић добија наређење да се врати у редакцију новог „Јежа” (неошишаног).
Иако се Деса Глишић никада није бавила политиком, већ углавном само женом, у њеним карикатурама лако се могу уочити све политичке промене. Своје женске ликове изградила је са пуно женствености, али „мушким потезима”. Изградила је свој свет жена од прамајке Еве, преко еротике каменог доба и предратних дамица, до послератних дама и самосвесних другарица самоуправног социјализма. Још је предратна ликовна критика уочила Десин мушки потез у цртежу, а послератни мушкарци прихватили су женствене облике на њеним карикатурама. Међу првим српским уметницама, новинарка и карикатуристкиња Деса Глишић реаговала је на реформе у одевању и представила тип нове жене, нашминкане, са бубикопф фризуром и у краткој сукњи као симбол модне еманципације с почетка 20. века. Кроз своје ликове: Цицу и Мицу, Перку Фармерку и најпознатију међу њима - Дару Нијагару и преко њихових бујних деколтеа, мини сукњица и завијорених фризура Деса се људски и суптилно подсмевала „малим” женским претеривањима. Све њене јунакиње, а посебно Дара Нијагара, биле веселе, врцаве, дотеране жене, увек нашминкане и обучене по последњој моди, али никада вулгарне. Све девојке и жене су хтеле да се облаче као јунакиње Десиних карикатура.

## Дара Нијагара у стрипу и карикатури
Крајем 1954. Деса Глишић је почела у "Јежу" да објављује стрип Дара Нијагара. Изашло је свега петнаестак каишева, али је 50-их година 20. века то постао култни стрип. Касније се лик Даре Нијагаре појављивао на њеним карикатурама.
Дара Нијагара је била враголаста парафраза филмских заводница и ведри подсмех продору западњачког утицаја на наше улице. Према сопственим речима, инспирација за Дару Нијагару Деси Глишић била је Мерлин Монро. После приказивања филма „Нијагара” Деса је одлучила да створи своју, „домаћу жену, која по сваку цену хоће да изгледа као странкиња. После бонова и тачкица у Београду су се појавили комисиони. Неке девојке и жене почеле су да се одевају смешно, да претерују” и Деса је у њима проналазила инспирацију за своје ликове. У то време није било других часописа у којима се могло видети наго женско тело, па је Деса због својих провокативних цртежа често наилазила и на осуду јавности.
Овде можете погледати карикатуре Даре Нијагаре:
- „Зашто си обукла тај старомодни костим”
- „Све у своје време”
- „Предлог за нову шаховску таблу”
- „Цене”
- „Конференција за разоружање”
- „Мику волим, а Пера ми је само тезга”
- „Купатило увелико градимо, али ево, свуците се иза ове мреже”
- „Ала сте бледи” - „Па морам, кад ми ви ништа не причате због чега бих могла да поцрвеним”

## Политичке теме у карикатурама Десе Глишић
Дуги низ година у Београду није било ни једног значајнијег културног или политичког догађаја, а да се на њему није појавила Деса Глишић са својим цртаћим блоком. Тако су настале и њене карикатуре многих славних личности, међу којима су и: Сиримаво Бандаранаике, Берт Ланкастер, Хајле Селасије, Нил Армстронг, Че Гевара...
Нацртала је карикатуре многих политичара и пре Другог светског рата, у време Краљевине Југославије. У књизи Ко је ко у српској карикатури, Слободан Новаковић наводи да је шпанског фашистичког генерала Франсиска Франка нацртала са људским лобањама. Енглеског премијера Невила Чемберлена нацртала је како стрпљиво чека америчког филмског продуцента Волта Дизнија да му повери улогу „храброг кројача" у тренутку када се велике силе спремају да кроје нову мапу света. Уочи Другог светског рата илуструје парове са гас маскама - енглеског џентлмена са француском госпођицом, дебељушкасту немачку даму у загрљају утегнутог совјетског војника... Њена карикатура под називом Маскенбал алузија је на пакт о пријатељству који тада потписују немачки и руски лидери Хитлер и Стаљин. Политичке карикатуре наставља да црта крајем 1950-их у социјалистичкој Југославији.
Обележавајући Дан Народног музеја у Београду 10. маја 2013. године у атријуму Музеја отворена је изложба под називом NOBODY IS PERFECT - Карикатура у делима југословенских уметника. Међу изложеним делима неизоставно су се нашле и карикатуре Десе Глишић.

## Друштвени утицај
Деса Глишић бавила се друштвеним и политичким темама са „префињеном женском иронијом”, за разлику од других карикатуриста који су им прилазили са више жестине и горчине. На њиховим карикатурама предмет подсмеха углавном су били тадашњи инострани званичници, док је Деса политику посматрала кроз наочаре модне сцене. Њени јунаци су увек били одевени по последњој моди. Није се задржавала на политичким личностима већ је уводила и „обичне младиће и девојке са београдског асфалта", како бележи Слободан Новаковић у књизи посвећеној српским карикатуристима. Њене карикатуре биле су атрактивне и јако популарне и она је њима диктирала дневну моду. Све девојке и жене су хтеле да се облаче као и њене јунакиње. Десине карикатуре представљале су метафору времена и друштва које се отварало ка свету, записао је Слободан Новаковић у књизи Ко је ко у српској карикатури.
Карикатуре Десе Глишић биле су изузетно популарне у тадашњем југословенском друштву, мада су реакције јавности, посебно на женске ликове, биле подељене. Лик згодне, младе, слободоумне жене једнима се свиђао, док су је други критиковали зато што „квари невину омладину”. Њене лепотице, у време када се сличне фотографије нису могле ни замислити у нашој штампи затрпаној дугим рефератима и резолуцијама, почеле су да привлаче пажњу најшире јавности, младих и старих. Деца, војници и пензионери били су њене највеће присталице, пише Новаковић.